# Šašová
Šašová este o comună slovacă, aflată în districtul Bardejov din regiunea Prešov. Localitatea se află la altitudinea de 255 m deasupra n.m., se întinde pe o suprafață de 5,28 km2 și în 2017 număra 149 de locuitori.

## Istoric
Localitatea Šašová este atestată documentar din 1352.

## Demografie
| An:                | 1994 | 2004    | 2014   | 2024   |
| ------------------ | ---- | ------- | ------ | ------ |
| Număr de persoane: | 176  | 158     | 150    | 158    |
| Diferență:         |      | −10,22% | −5,06% | +5,33% |

| An:                | 2023 | 2024   |
| ------------------ | ---- | ------ |
| Număr de persoane: | 159  | 158    |
| Diferență:         |      | −0,62% |